# Coroa votiva

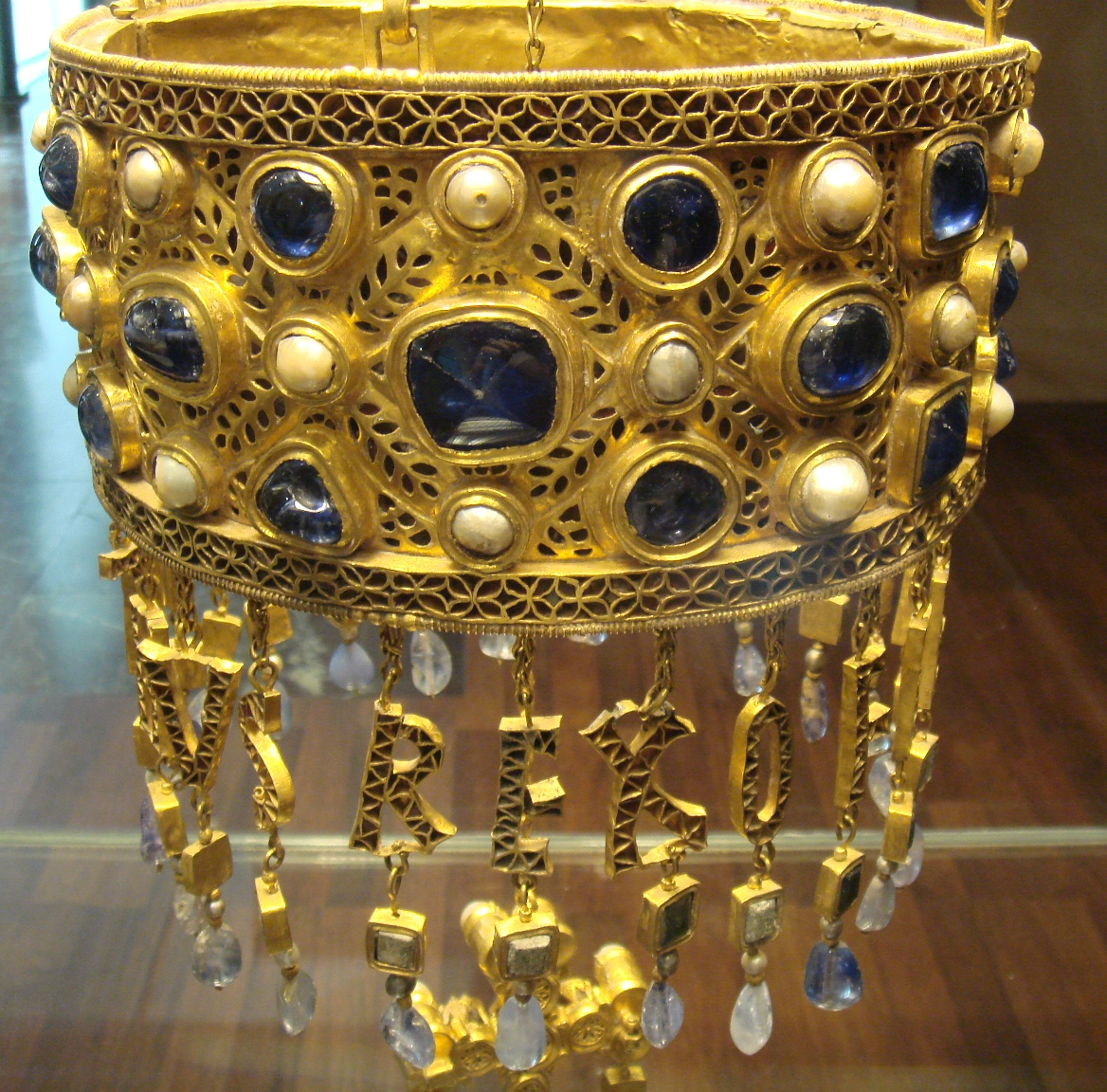

Uma coroa votiva é uma coroa, normalmente confeccionada com metais preciosos e muitas vezes também com jóias, projetada para adornar um altar, santuário ou estátua.